# 布盧爾海峽
布盧爾海峽（英語：Bloor Passage）是南極洲的海峽，處於威廉群島的阿根廷群島，從美克海峽延伸至科納島和烏拉圭島之間，由英國南極名稱諮詢委員會命名，現時由南極條約體系管理。